# Philipp Schmieder
Philipp Schmieder (* 24. September 1830 in Breslau; † 11. November 1914 ebenda) war Jurist und Mitglied des Deutschen Reichstags.

## Leben

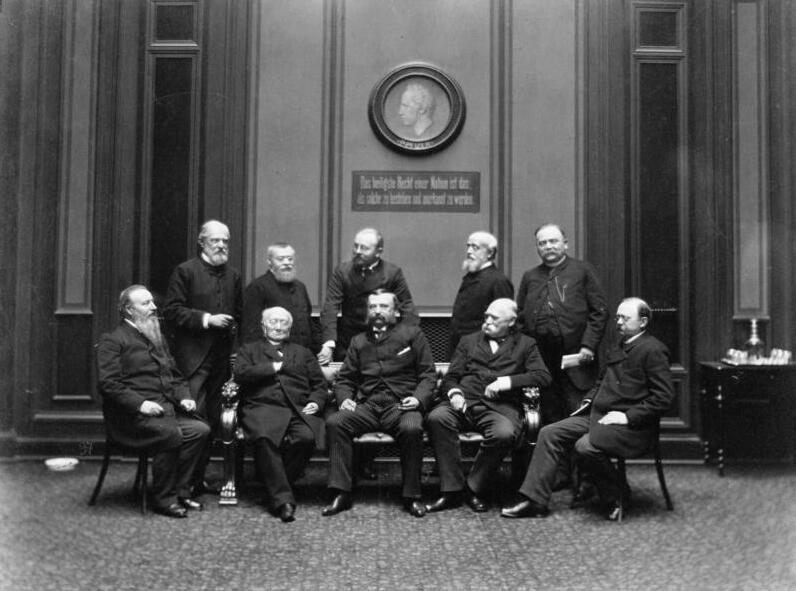
Mitglieder des Reichstages (1. Reihe-sitzend v. l. n. r.: Paul Letocha, Ludwig Windthorst, Johann Anton von Chamaré, Anton von Dejanicz-Gliszczynski, Albert Horn 2. Reihe-stehend-v.l.nr.: Friedrich von Praschma, Philipp Schmieder, Felix Porsch, Clemens Heereman von Zuydwyck, Julius Szmula)

Schmieder besuchte das Gymnasium in Breslau und studierte Rechtswissenschaften an den Universitäten Breslau und Berlin. 1850 wurde er Mitglied der Breslauer Burschenschaft der Raczeks. 1853 trat er in den juristischen Vorbereitungsdienst ein. 1857 wurde er Gerichtsassessor, 1858 Kreisrichter und 1875 Appellationsgerichtsrat in Posen. Ab 1879 war er Oberlandesgerichtsrat in Breslau.
Im Juni 1884 wurde er in einer Nachwahl für den ausgeschiedenen Abgeordneten Adalbert Falk erstmals in den Deutschen Reichstag für den Wahlkreis Regierungsbezirk Liegnitz 4 (Lüben, Bunzlau) gewählt. Er blieb dessen Mitglied bis 1903 für die Deutsche Freisinnige Partei. Von 1882 bis 1885 und erneut von 1887 bis 1903 war er auch Mitglied des Preußischen Abgeordnetenhauses, wo er nacheinander die Wahlkreise Regierungsbezirk Breslau 11 (Ohlau – Brieg), von 1887 bis 1893 den Wahlkreis Regierungsbezirk Posen 1 (Stadtkreis Posen) und von 1894 bis 1903 den Wahlkreis Regierungsbezirk Breslau 4 (Stadtkreis Breslau) vertrat.